# Richard Absalonsen
Richard Absalonsen er en grønlandsk politiker fra partiet Atassut.Han var engang medlem af kommunebestyrelsen i den tidligere grønlandske kommune Sisimiut Kommune.